# 罗维 (钢琴家)

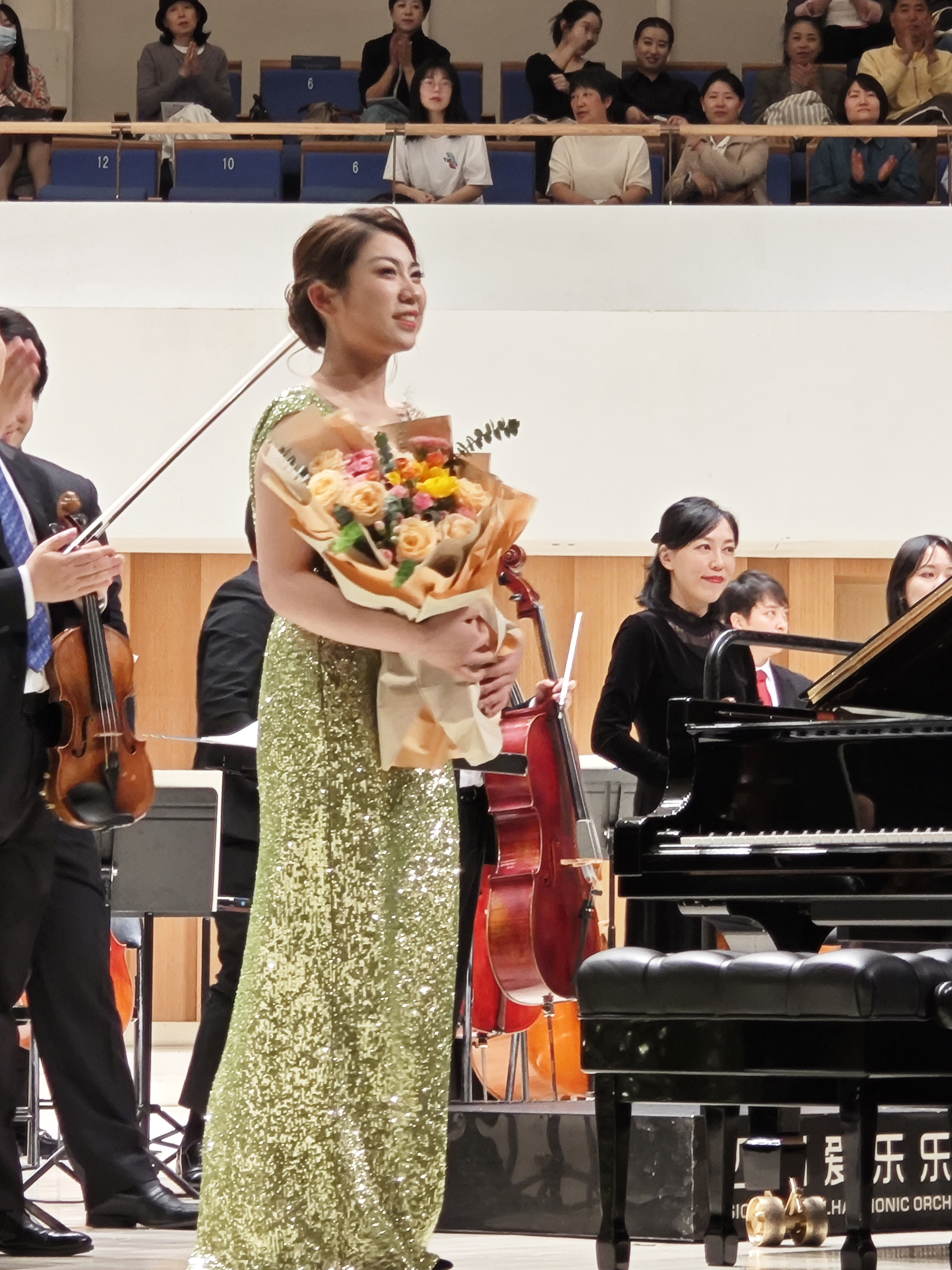
2024年10月罗维在成都演出

罗维（1998年—），中国钢琴家。出生于深圳，5岁开始学钢琴，9岁考入深圳艺术学校，10岁考入上海音乐学院附小，两年后进入上海音乐学院附中。2012年考入柯蒂斯音乐学院，师从加里·格拉夫曼和罗伯特·麦克唐纳德（Robert McDonald）。罗维获得了2018年吉尔莫青年艺术家奖，2023年成为施坦威艺术家。罗维于2016年签约环球音乐旗下的Decca Gold，并在2019年发布了首张专辑《Wei Luo》。